# Pinellia polyphylla
Pinellia polyphylla là một loài thực vật có hoa trong họ Ráy (Araceae). Loài này được S.L.Hu miêu tả khoa học đầu tiên năm 1984.